# Champoluc
Champoluc est un hameau du chef-lieu communal d'Ayas, dans le haut val d'Ayas, en Vallée d'Aoste en Italie. Ses habitants se nomment « Champolusiens », la sainte patronne est sainte Anne.

## Géographie
C'est l'agglomération la plus importante du val d'Ayas, et se situe à 1 568 mètres, près du hameau Frachey. En amont de Champoluc se trouve le fameux Plan du Crest (1 975 mètres), l'un des plus importants domaines skiables valdôtains, qu'on rejoint en télécabine. En été, le Crest est un lieu merveilleux pour les randonnées.

### Climat
Le climat ayassin est assez froid pendant l'hiver (avec des pointes minimales de -15/-20 °C). Les précipitations ne sont pas abondantes. Au printemps et en été, les températures augmentent remarquablement, avec des pointes de 20/22 °C et le vent est plus fréquent. L'été dure assez peu et l'automne commence déjà en septembre, avec des journées plus sèches et des températures plus basses. 

## Économie et tourisme
Champoluc est une station de ski très renommée, faisant partie du domaine skiable Monterosa Ski. Ce domaine relie les pistes du haut val d'Ayas avec celles de la haute vallée du Lys et du haut Valsesia (ce dernier est situé en Piémont). Le point le plus élevé est le Col du Bätt (2 676 mètres), vers la vallée du Lys.
Le tourisme d'été est une source de profit pour la commune d'Ayas, avec les nombreux itinéraires de randonnée dans le massif du Mont Rose.

### Ski

#### Domaine skiable
Le domaine skiable du haut val d'Ayas compte 49 km de pistes. Un télécabine équipé de cabines 6-places part depuis 1983 depuis la station, et relie le domaine d'altitude à Crest (1 980 m). Une vaste zone pour enfants, équipée de tapis roulants, y est aménagée. Une piste rouge permet le retour en vallée et au village. Un deuxième télécabine 8-places, construit en 2005, puis un télésiège 4-places à pince fixe relient Sarezza (2 702 m), soit quasiment la même altitude que l'arrivée du télésiège reliant le domaine à Gressoney-La-Trinité. 
Une piste rejoint le télésiège 2-places du Lac de Charchérioz - Alpe Belvédère, construit en 1982 et qui a la particularité d'aller sur deux versants en même temps - pour près de 50 mètres de dénivelé - à partir d'une gare motrice située dans un fond de vallée. Il est obligatoire d'emprunter cette remontée mécanique pour pouvoir rejoindre le deuxième sous-domaine relié, de Frachey. Un funiculaire de 110 places, construit en 2009, part du village de Frachey dans la vallée, et rejoint Charchérioz (1 992 m). Deux télésièges 4-places débrayables prennent le relai pour desservir le reste du domaine. Le deuxième télésiège culmine au col Col du Bätt (2 705 m), également point de basculement sur le domaine skiable voisin de Gressoney-La-Trinité.
La saison d'exploitation hivernale commence généralement début décembre, et se termine début mai.

#### Ski de randonnée et ski-alpinisme
Champoluc est le point de départ de nombreuses randonnées à ski ainsi que du Trophée Mezzalama, une importante course de ski-alpinisme.

## Culture
- Le village de Champoluc et celui de Saint-Jacques, en amont, ont été marqués dans le passé par la culture walser.
- L'action du roman policier d'Antonio Manzini, Pista Nera (Piste noire, Denoël, 2015, trad. Samuel Sfez), se situe à Champoluc et aux environs.

## Transports et voies de communication

### En voiture
On peut rejoindre Champoluc à partir de Verrès et en remontant le val d'Ayas. La sortie de Verrès se trouve sur l'autoroute A5, qu'on peut emprunter après le tunnel du Mont-Blanc depuis la France ou bien à Aoste en provenance de Suisse. On peut arriver à Verrès aussi par la route nationale 26 de la Vallée d'Aoste (du col du Petit-Saint-Bernard). De la Suisse, on rejoint la nationale 26 à Aoste depuis la RN 27 du Grand-Saint-Bernard (Tunnel et col du Grand-Saint-Bernard). Ensuite, à Verrès il faut prendre la route régionale 45 du val d'Ayas. Champoluc se trouve à 25 kilomètres environ.

### Par le train
En provenance de Turin, il faut rejoindre la gare de Chivasso, où partent les trains pour la vallée d'Aoste (ligne de Chivasso à Aoste). Il faut descendre à la gare de Verrès et poursuivre en car (ligne Verrès - Ayas - Saint-Jacques) (SAVDA).
En provenance de France ou de Suisse, rejoindre Aoste (ligne Aoste - Pré-Saint-Didier) et poursuivre en train jusqu'à la gare de Verrès (ligne de Chivasso à Aoste), enfin prendre un car (SAVDA).